# Skenderovići
Skenderovići (cyr. Скендеровићи) – wieś w Bośni i Hercegowinie, w Republice Serbskiej, w gminie Srebrenica. W 2013 roku liczyła 22 mieszkańców.